# 152-mm-M1877
Die 152 mm M1877 ist ein Geschütz des zaristischen Russlands.

## Geschichte

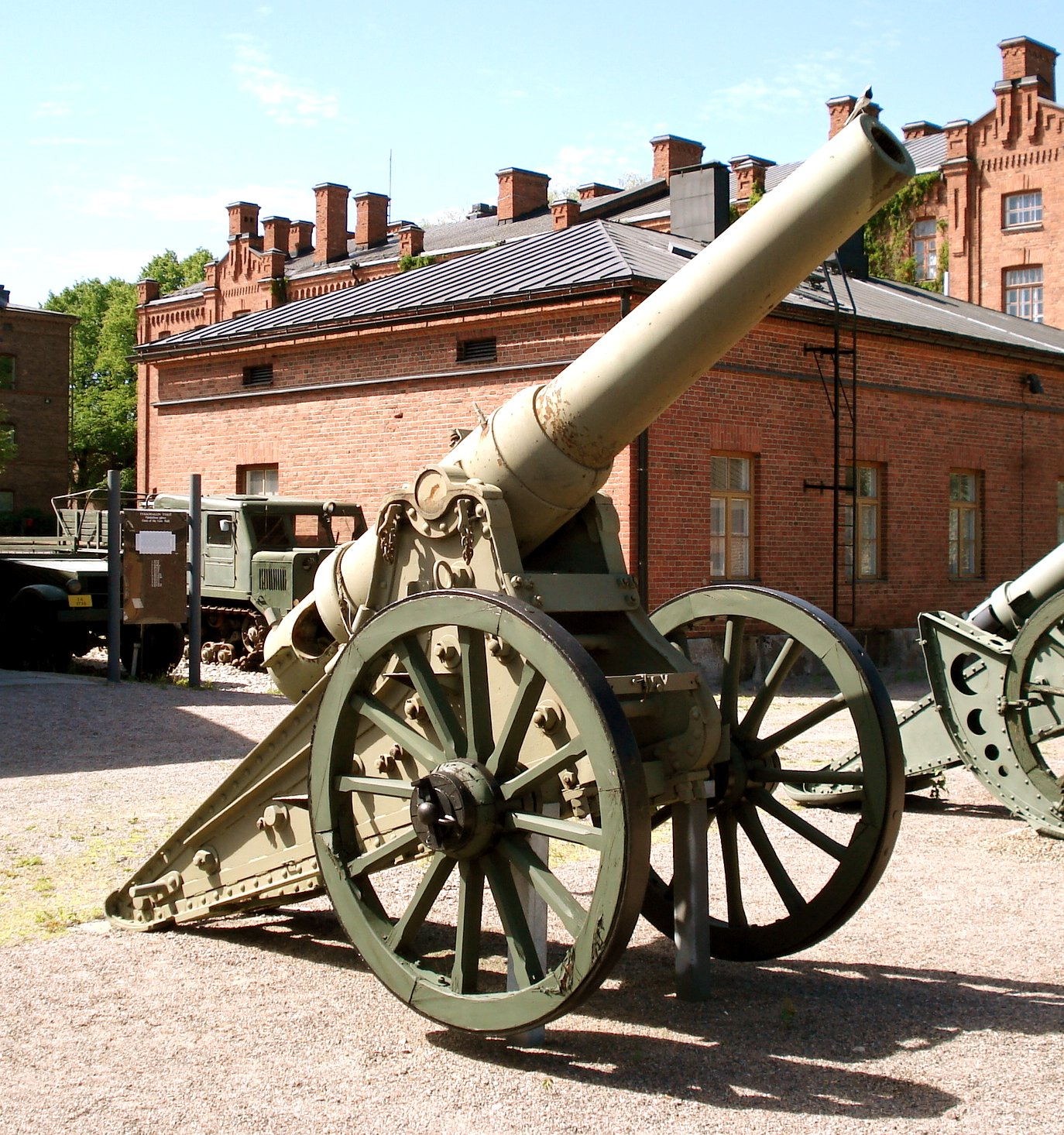
152mm M1877 Geschütz

Das Geschütz war das älteste Geschütz der zaristisch-russischen Armee und gleichzeitig eines der ältesten Geschütze, das am Ersten Weltkrieg teilnahm. Es war ursprünglich als Belagerungsgeschütz entworfen worden und war zu Beginn des Krieges bereits veraltet. Jedoch verfügte Russland zu diesem Zeitpunkt nicht über genügend mittlere und schwere Artillerie. Somit wurden sie in aller Eile an die Front geschickt und in den Kampf geworfen. Die meisten Geschütze gingen während der hastigen Vorstöße und Rückzüge der Jahre 1915/16 verloren.

## Technik
Da das Geschütz als Belagerungswaffe entwickelt wurde, benötigte es zum Feuern eine Bodenplatte. Dies machte den Aufbau sehr schwierig. Ein hydraulischer Bremszylinder verband Waffe und Bodenplatte und fing den beim Abschuss entstehenden Rückstoß auf. Ohne diesen Zylinder wäre die Waffe beim Abschuss unkontrollierbar gewesen.
Zum Transport wurde das Lafettenende einfach auf einen Wagen gelegt und befestigt. Das Geschütz wurde in einem Stück bewegt.

## Technische Daten
- Kaliber: 152 mm
- Gewicht: 4880 kg/6660 kg inklusive Bodenplatte und Bremszylinder
- Höhenrichtbereich: −16° bis +38°
- Mündungsgeschwindigkeit: 463 m/s
- Höchstschussweite: 7800 m